# Acidente do PAC 750XL da Air Kasthamandap em 2016
Em 26 de fevereiro de 2016, uma aeronave de passageiros Air Kasthamandap PAC 750XL com onze pessoas a bordo caiu em Chilkhaya, no distrito de Kalikot, no Nepal, matando os dois tripulantes e ferindo todos os nove passageiros a bordo. O acidente ocorreu apenas dois dias após o voo 193 da Tara Air.

## Aeronave
A aeronave envolvida no acidente era um PAC 750XL operado pela Air Kasthamandap. Ele foi entregue à companhia aérea totalmente novo em 2009.

## Acidente
A aeronave foi forçada a fazer um pouso de emergência. O piloto avisou os passageiros antes de pousar em um campo. Foi relatado que a fuselagem dianteira foi esmagada. 

## Tripulação e Passageiros
As vítimas foram identificadas como co-piloto Santosh Rana e piloto Dinesh Neupane. Rana era filho do Ministro da Reforma Agrária e Gestão do Nepal, líder central do CPN-UML e legislador Dal Bahadur Rana. Havia nove passageiros a bordo, incluindo uma criança, todos feridos.

## Rescaldo
Relatórios iniciais indicam que a tripulação estava tentando fazer um pouso de emergência devido a um problema técnico.
O primeiro-ministro Khadga Prasad Sharma Oli expressou condolências às famílias dos tripulantes mortos no incidente.
Pouco depois do acidente, a Autoridade de Aviação Civil do Nepal declarou que só havia permitido que aeronaves monomotoras operassem em voos fretados, não em voos regulares. Após o acidente, a Autoridade de Aviação Civil do Nepal proibiu as companhias aéreas de operar voos de passageiros em aeronaves monomotoras.

## Investigação
Um dia após o acidente, o Governo do Nepal formou uma comissão para investigar o acidente. O relatório, divulgado em setembro de 2016, descobriu que uma falha de motor causou o pouso de emergência em um campo. O trem de pouso ficou preso em uma pilha de lenha, fazendo com que a aeronave batesse no solo.
O cockpit foi posteriormente destruído. O motor foi construído em 1991 e instalado na aeronave em 2015. O relatório constatou que dificuldades financeiras fizeram com que a companhia aérea negligenciasse a manutenção da aeronave.